# Effetto Rashba-Edelstein

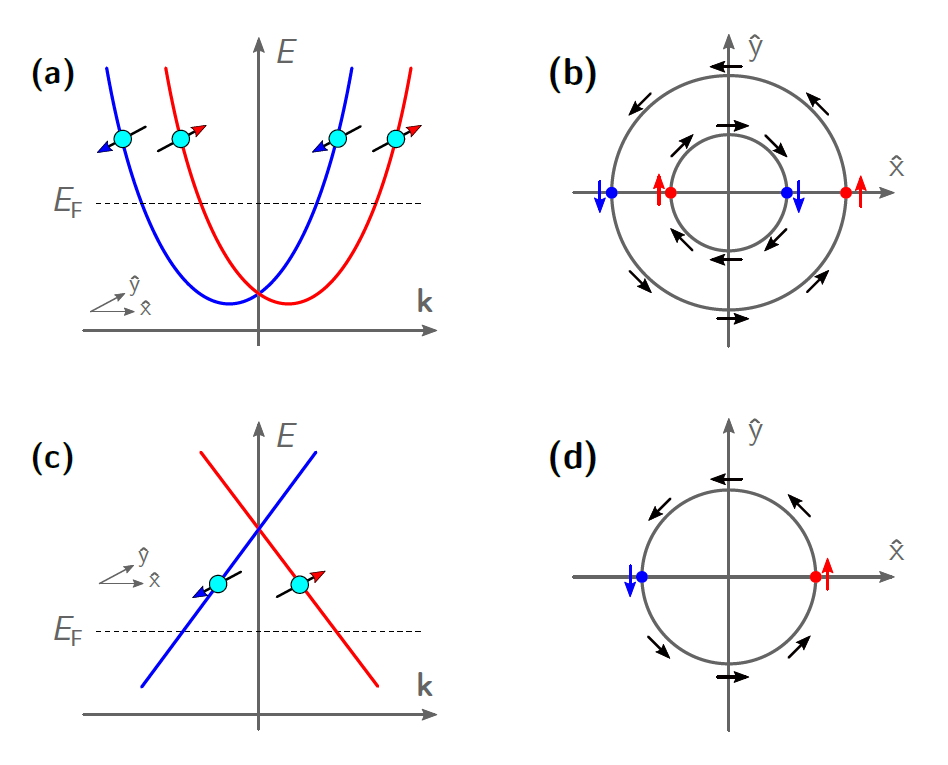
Relazione di dispersione e profili di Fermi prodotti dalla separazione di Rashba e della struttura dell'isolante topologico: sezione della relazione di dispersione (a) e profili di Fermi (b) prodotti dall'effetto Rashba e sezione della relazione di dispersione (c) e profilo di Fermi (d) sulla superficie degli isolanti topologici.

L'effetto Rashba-Edelstein (REE) è un effetto legato alla spintronica (branca della Fisica dello stato solido) che consiste nella conversione di una corrente di carica bidimensionale in un accumulo di spin. Questo effetto è un meccanismo intrinseco di conversione spin-carica che era stato previsto nel 1990 dallo scienziato V.M. Edelstein.  La prima dimostrazione sperimentale di questo effetto risale al 2013 ed è poi stato confermato da numerose evidenze sperimentali negli anni seguenti.
La sua origine va attribuita alla presenza di stati di superficie o interfaccia spin-polarizzati. Questi stati sono presenti, ad esempio, quando una rottura della simmetria di inversione strutturale (cioè, un'asimmetria di inversione strutturale (SIA)) produce l'effetto Rashba: questo effetto, infatti, rompe la degenerazione di spin delle bande energetiche e rende la polarizzazione di spin fissata al momento (spin-momentum locking) in ciascun ramo della relazione di dispersione. Quindi, se una corrente di carica scorre in questi stati di superficie spin-polarizzati, questa produce un accumulo di spin. Nel caso di un gas di Rashba bidimensionale, in cui si verifica questa separazione delle bande, questo effetto è chiamato effetto Rashba-Edelstein.
Per quanto riguarda una classe di materiali particolari, chiamati isolanti topologici (TI), gli stati di superficie spin polarizzati esistono a causa della particolare topologia superficiale e sono indipendenti dall'effetto Rashba. Gli isolanti topologici, infatti, mostrano una relazione di dispersione lineare spin-polarizzata sulle loro superfici (cioè, in superficie, mostrano dei coni di Dirac spin-polarizzati), pur avendo le bande separate nel bulk del materiale (questo è il motivo per cui questi materiali sono chiamati isolanti). Anche in questo caso, spin e momento sono reciprocamente fissati tra loro e, quando una corrente di carica scorre in questi stati di superficie spin-polarizzati, viene prodotto un accumulo di spin: questo effetto è chiamato effetto Edelstein. In entrambi i casi, sia nell'effetto Rashba-Edelstein sia nell'effetto Edelstein, si verifica un meccanismo bidimensionale di conversione carica-spin (2D charge-to-spin conversion).
Il processo inverso si chiama effetto (Rashba-)Edelstein inverso e consiste nella conversione di un accumulo di spin in una corrente di carica bidimensionale, producendo una conversione bidimensionale spin-carica (2D spin-to-charge conversion).
L'effetto (Rashba-)Edelstein e il suo effetto inverso sono classificati come meccanismi di interconversione spin-carica (SCI), come l'effetto spin Hall diretto e inverso, e i materiali che mostrano questi effetti sono candidati promettenti per diventare iniettori di spin, rivelatori di spin e per essere utilizzati in altre applicazioni tecnologiche.
L'effetto (Rashba-)Edelstein è un effetto di superficie, a differenza dell'effetto spin Hall che è un effetto di bulk. Un'altra differenza tra i due è che l'effetto (Rashba-)Edelstein è un meccanismo puramente intrinseco, mentre l'origine dell'effetto Spin Hall può essere intrinseca o estrinseca.

## Origine fisica
L'origine dell'effetto (Rashba-)Edelstein si basa sulla presenza di stati di superficie o interfaccia separati in spin, che possono sorgere per un'asimmetria di inversione strutturale o perché il materiale presenta una superficie topologicamente protetta, essendo un isolante topologico. In entrambi i casi, la superficie del materiale mostra l'orientazione della polarizzazione di spin fissata a quella del momento (spin-momentum locking), il che significa che queste due quantità sono univocamente accoppiate e ortogonali tra loro (questo è chiaramente visibile dai profili di Fermi). Vale la pena notare che potrebbe essere presente anche un'asimmetria di inversione di bulk, che produrrebbe l'effetto Dresselhaus. Infatti, se, oltre all'asimmetria di inversione spaziale oppure agli stati di superficie degli isolanti topologici, è presente anche un'asimmetria di inversione di bulk, l'orientazione dello spin è ancora fissata a quella del momento ma la loro posizione reciproca non è facilmente determinabile (infatti, in questo caso, anche la direzione del flusso di carica rispetto agli assi cristallografici svolge un ruolo rilevante nella determinazione dell'orientazione relativa delle due quantità).  Nella discussione che segue, l'effetto Dresselhaus verrà trascurato, per semplicità.

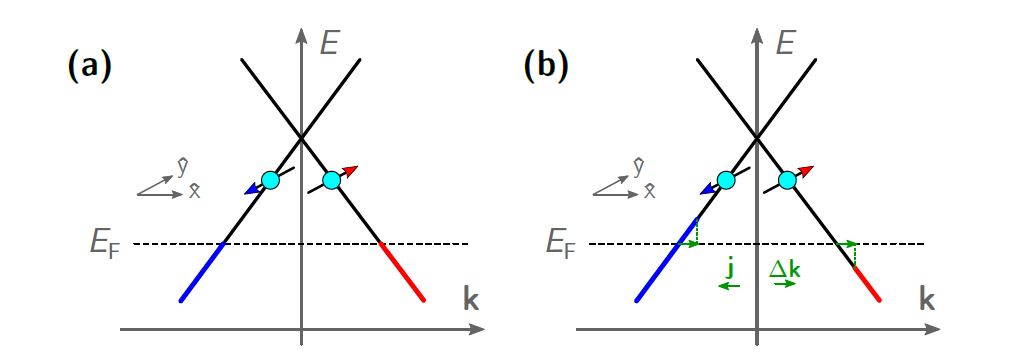
Struttura della banda dell'isolante topologico in equilibrio (a) e in una situazione di non equilibrio, quando si verifica un processo di interconversione spin-carica (b). Due possibili effetti potrebbero portare alla situazione di non equilibrio: l'iniezione di una corrente di carica (cioè un) che viene convertita in un accumulo di spin (effetto Edelstein) o l'iniezione di una corrente di spin che risulta in un accumulo di spin e produce una corrente di carica (effetto Edelstein inverso).

Il caso dell'isolante topologico è più facile da visualizzare per la presenza di un singolo profilo di Fermi, per questo motivo inizialmente si analizza questa situazione. Gli isolanti topologici mostrano stati di superficie separati in spin in cui è presente lo spin-momentum locking (spin e momento fissati tra loro in ogni punto della banda in questione, chiamata cono di Dirac). Infatti, quando una corrente di carica scorre negli stati superficiali dell'isolante topologico, questa può anche essere vista come uno spostamento del momento {\displaystyle \Delta k} ben definito nello spazio reciproco che produce una diversa occupazione dei rami spin-polarizzati del cono di Dirac. Questo sbilanciamento nei due rami, anche a causa della conformazione della relazione di dispersione dell'isolante topologico, produce un accumulo di spin nel materiale studiato: in altre parole, si verifica una conversione da carica a spin. L'accumulo di spin che si genera da questo processo è ortogonale alla corrente di carica iniettata e questo è dovuto allo spin-momentum locking. A causa del fatto che questi materiali mostrano un comportamento conduttivo sulla loro superficie mentre sono isolanti nel loro bulk, la corrente di carica può fluire solo sulle superfici dell'isolante topologico: questa è l'origine della bidimensionalità di questo meccanismo di conversione carica-spin.
Per quanto riguarda l'effetto Rashba-Edelstein, la relazione di dispersione spin-polarizzata consiste in due bande reciprocamente traslate lungo l'asse k a causa di un'asimmetria di inversione strutturale (SIA): questa traslazione è proprio la definizione di effetto di Rashba (cioè, queste bande mostrano una separazione lineare in k  a causa dell'interazione di spin orbita). Ciò si traduce in due profili di Fermi, entrambi con spin-momentum locking, che sono concentrici in una situazione di equilibrio, ma con spin e momento reciprocamente fissati con elicità opposta nei due profili. Se il sistema viene portato in una condizione di non equilibrio, ad esempio iniettando una corrente di carica, i due dischi si spostano l'uno rispetto all'altro e si forma un netto accumulo di spin. Questo effetto si verifica, ad esempio, in un gas di Rashba bidimensionale. La separazione delle bande dovuta all'effetto Rashba complica la comprensione e l'immediata visualizzazione del meccanismo di conversione da spin a carica, ma il principio di funzionamento di base dell'effetto Rashba-Edelstein è molto simile a quello dell'effetto Edelstein.
A livello sperimentale, l'effetto (Rashba-)Edelstein si verifica se una corrente di carica viene iniettata elettricamente all'interno dell'isolante topologico, ad esempio mediante due elettrodi attraverso i quali viene applicata una differenza di potenziale elettrico sul campione. L'accumulo di spin che si viene a formare come conseguenza di questo processo di conversione può essere misurato in diversi modi, uno di questi è utilizzando l'effetto Kerr magneto ottico (MOKE).

## Effetto (Rashba-)Edelstein inverso
Il processo inverso, cioè l'effetto inverso (Rashba-)Edelstein (I(R)EE) si verifica quando viene generato un accumulo di spin all'interno del materiale studiato e viene generata, in questo modo, una corrente di carica sulla superficie del materiale (in questo caso, abbiamo una conversione bidimensionale spin-carica). Per avere l'effetto (Rashba-)Edelstein inverso, è necessario generare un accumulo di spin all'interno del materiale analizzato e questa iniezione di spin viene generalmente ottenuta accoppiando il materiale in esame con un ferromagnete per eseguire lo spin pumping o con un semiconduttore dove è possibile iniettare spin tramite la tecnica di orientazione ottica (optical orientation). Come per l'effetto diretto, l'effetto Rashba-Edelstein inverso si verifica in materiali privi della simmetria di inversione strutturale, mentre negli isolanti topologici si manifesta l'effetto Edelstein inverso.
Nel caso dell'effetto Edelstein inverso, osservando la sezione del cono di Dirac, la conversione da spin a carica può essere visualizzata come segue: lo spin iniettato produce un accumulo di spin di una data polarità in uno dei rami della relazione di dispersione. Questo accumulo di spin, dovuto alla diversa occupazione dei rami della relazione di dispersione, porta ad uno sbilanciamento del momento e, quindi, ad una corrente di carica che può essere elettricamente misurata. Come nell'effetto diretto, anche nell'effetto Edelstein inverso, la corrente di carica può fluire esclusivamente sulle superfici dell'isolante topologico a causa della conformazione delle bande energetiche. Quanto appena descritto spiega come avviene la conversione spin-carica in questi materiali e, il fatto che questa conversione sia possibile, può consentire agli isolatori topologici di essere sfruttati come rivelatori di spin.
Come già fatto nel caso dell'effetto diretto, questa analisi è stata effettuata per l'effetto Edelstein inverso perché in questo caso sono presenti solo due rami nella relazione di dispersione. Per quanto riguarda l'effetto Rashba-Edelstein inverso, il processo è molto simile a quanto descritto per l'effetto Edelstein inverso, nonostante la presenza di quattro rami nella relazione di dispersione, con spin-momentum locking, e due conseguenti profili di Fermi con elicità opposta. In questo caso, i due profili di Fermi, quando viene generato un accumulo di spin all'interno del materiale, si sposteranno l'uno rispetto all'altro, generando una corrente di carica, a differenza del caso di equilibrio in cui i due profili di Fermi sono concentrici e senza che ci siano né un momento netto né di un accumulo di spin.

## Efficienza di conversione
Mentre l'effetto (Rashba-)Edelstein e l'effetto (Rashba-)Edelstein inverso si basano su un accumulo di spin, la figura di merito dei due processi viene comunemente calcolata considerando la densità di corrente di spin dipendente dall'accumulo di spin, anziché l'accumulo di spin stesso, in analogia con il calcolo dell'angolo di spin Hall. Infatti, l'efficienza dell'effetto (Rashba-)Edelstein e dell'effetto (Rashba-)Edelstein inverso può essere stimata mediante la lunghezza di (Rashba-)Edelstein, cioè il rapporto tra la densità della corrente di carica, che scorre sulla superficie del materiale studiato, (cioè una densità di corrente di carica superficiale) e la densità di corrente di spin tridimensionale (dal momento che l'accumulo di spin può diffondere nello spazio tridimensionale). Nell'effetto (Rashba-)Edelstein la corrente di spin è una conseguenza dell'accumulo di spin che si verifica nel materiale quando la corrente di carica scorre sulla sua superficie (sotto l'influenza di una differenza di potenziale e, quindi, di un campo elettrico), mentre, nell'effetto (Rashba-)Edelstein inverso, la corrente di spin è iniettata all'interno del materiale e genera un accumulo di spin, producendo una corrente di carica localizzata sulla superficie del materiale. In entrambi i casi, l'asimmetria nelle dimensioni della corrente di carica e di spin si traduce in un rapporto che ha, dimensionalmente, le unità di una lunghezza: questa è l'origine del nome di questo parametro di efficienza.
Analiticamente, il valore della densità della corrente di carica bidimensionale può essere calcolato tramite l'equazione di Boltzmann e, considerando l'azione di un campo elettrico {\displaystyle \mathbf {E} }, questa corrente di carica risulta essere :
{\displaystyle \mathbf {j} =-{\frac {q^{2}\tau _{m}k_{F}v_{F}}{4\pi ^{2}\hbar }}\mathbf {E} } ,
dove {\displaystyle q} è la carica elementare, {\displaystyle \tau _{m}} è il tempo di scattering del momento, {\displaystyle k_{F}} e {\displaystyle v_{F}} sono, rispettivamente, il vettore d'onda di Fermi e la velocità di Fermi e {\displaystyle \hbar } è la costante di Planck ridotta. La densità della corrente di spin può anche essere calcolata analiticamente integrando, su tutta la superficie di Fermi, il prodotto della polarizzazione di spin e la corrispondente funzione di distribuzione. Nel caso dell'effetto Edelstein, questa quantità risulta essere:
{\displaystyle \mathbf {j_{s}} =-{\frac {q^{2}k_{F}}{4\pi ^{2}\hbar }}\mathbf {E} \times \mathbf {n} },
dove {\displaystyle \mathbf {n} } è il versore perpendicolare alla superficie su cui scorre la corrente di carica. Da queste formule si può osservare l'ortogonalità delle densità di corrente di spin e di carica.
Per quanto riguarda l'effetto Edelstein e l'effetto Edelstein inverso, l'efficienza di conversione risulta, quindi :
{\displaystyle \lambda _{EE}={\frac {j}{j_{s}}}=\tau _{m}v_{F}},
dove {\displaystyle \tau _{m}} è il tempo di scattering del momento, mentre {\displaystyle v_{F}} è la velocità di Fermi. Questo parametro è convenzionalmente positivo per un contorno Fermi con un'elicità antioraria.
La derivazione della lunghezza di Rashba-Edelstein è la stessa di quella di Edelstein, fatta eccezione per {\displaystyle v_{F}} che è sostituita dal parametro Rashba {\displaystyle \alpha _{R}}, ovvero {\displaystyle v_{F}\to {\frac {\alpha _{R}}{\hbar }}}, e risulta essere :
{\displaystyle \lambda _{REE}={\frac {j}{j_{s}}}={\frac {\tau _{m}\alpha _{R}}{\hbar }}}.
La lunghezza di (Rashba-)Edelstein del materiale studiato può essere paragonata ad altre efficienze di interconversione spin-carica, come l'angolo di spin-Hall, per stabilire se questo materiale è un efficiente convertitore spin-carica, e, quindi, se può essere adatto per applicazioni spintroniche. La lunghezza di Rashba-Edelstein (efficienza di interconversione spin-carica bidimensionale) può essere confrontata con l'angolo Hall di spin (efficienza di interconversione spin-carica tridimensionale) convertendola opportunamente, cioè, dividendo il parametro {\displaystyle \lambda _{REE}} per lo spessore degli stati di superficie separati in spin in cui si verifica questa conversione bidimensionale. Questo angolo di spin Hall "equivalente" ricavato per l'effetto (Rashba-)Edelstein assume spesso valori che si avvicino o che sono addirittura maggiori dell'unità: l'effetto (Rashba-)Edelstein, mediamente, è un meccanismo di interconversione spin-carica più efficiente rispetto all'effetto spin Hall e questo potrebbe portare a un futuro utilizzo di materiali che mostrino questo effetto nel settore tecnologico.